# جایزه ویلیام شارپ
جایزه ویلیام شارپ برای پژوهش در حوزهٔ مالی، جایزه‌ای است که هر ساله به مؤلف پژوهشی در نشریهٔ مجله تحلیل کمی و مالی داده می‌شود که بیشترین دانش افزایی را در زمینهٔ اقتصاد مالی داشته‌است. این جایزه منتسب به ویلیام شارپ است؛ اقتصاددانی از دانشگاه استنفورد که در سال ۱۹۹۰، موفق به دریافت جایزه یادبود نوبل علوم اقتصادی شد. این جایزه از سال ۱۹۹۹ تعیین گردیده است. مبلغ این جایزه ۵ هزار دلار است که بوسیلهٔ بنیاد خانوادگی لیتزنبرگر، بنیاد شرکت ویرهاوزر، ویلیام آلبرتس، نورمن متکالف، و دانشکدهٔ مدیریت اجرایی دانشگاه واشینگتن اهدا می‌شود.